# Bröderna Daltons hämnd
Bröderna Daltons hämnd ("La Ballade des Dalton") är en fransk animerad western-komedi från 1978. Filmen är den andra filmatiseringen av den tecknade serien Lucky Luke.

## Handling
Lucky Lukes ärkefiender bröderna Dalton får besök i fängelset: en advokat (August Betting) som meddelar att deras farbror Henry Dalton har avrättats genom hängning. Han har testamenterat sin förmögenhet till Dalton-bröderna - under förutsättning att de dödar domaren och juryn som dömde honom till döden. Misslyckas de går hela Henry Daltons arv till välgörenhet. Lucky Luke utses till deras övervakare.

## Om filmen
I likhet med den första Lucky Luke-filmen, Lucky Luke rensar stan, skrevs Bröderna Daltons hämnd av Morris och Goscinny i samarbete med Pierre Tchernia. Filmen hade premiär på svenska biografer den 3 november 1978.
I samband med att filmen gick upp på franska biografer gavs såväl ett album med bilder från filmen och text av Guy Vidal, som en regelrätt serieversion, tecknad av Morris, ut. Den senare nådde även den svenska publiken, som en del i Lucky Luke-albumet "Lucky Luke Special", utgiven 1979.

## Rollista (i urval)
| Roll                | Originalröst       | Svensk röst                                        |
| Lucky Luke          | Daniel Ceccaldi    | Leif Ahrle                                         |
| Joe Dalton          | Pierre Trabaud     | Mathias Henrikson                                  |
| Jack Dalton         | Gérard Hernandez   | Jan Nygren                                         |
| William Dalton      | Jacques Balutin    | Gunnar Ernblad                                     |
| Averell Dalton      | Pierre Tornade     | Björn Gustafson                                    |
| Tobias Wills        | Bernard Haller     | Gösta Prüzelius                                    |
| Betting             | Jacques Legras     | Hans Lindgren                                      |
| Ming Li Foo         | Roger Carel        | Hans Lindgren                                      |
| Collins             | Jacques Fabbri     | Hans Lindgren                                      |
| Aldous Smith        | Jean-Marc Thibault | Hans Lindgren                                      |
| Tom O' Connor       | Henri Virlogeux    | Hans Lindgren                                      |
| Miss Worthlesspenny | Rosy Varte         | Gerd Hagman                                        |
| Sam Game            | Jacques Morel      | Hans Lindgren                                      |
| Groovy              | Henri Poirier      | Gösta Prüzelius                                    |
| Carmen              | Ada Lonati         | Gerd Hagman                                        |
| Balladsångaren      | Eric Kristy        | Göran Rydh                                         |
| Övriga röster       |                    | Judith Garellick Margareta Sundman Richard Löthner |

### Fotnoter
1. ↑  Bröderna Daltons hämnd på Svensk Filmdatabas (visningar)
2. ↑  Bröderna Daltons hämnd på Internet Movie Database (medverkande)
3. ↑  Bröderna Daltons hämnd på Svensk Filmdatabas (svenska röster)